# Wendelin Hoffmann

Bürgermeister Wendelin Hoffmann

Wendelin Hoffmann (* 10. Dezember 1845 in Mannheim; † 23. September 1891 in Ludwigshafen am Rhein) war ein deutscher Baumeister und Bauunternehmer, der zeitweilig auch als Bürgermeister in Ludwigshafen am Rhein amtierte.

## Leben
Wendelin Hoffmann war ein Sohn des Ludwigshafener Bauunternehmers und Bürgermeisters Joseph Hoffmann und dessen Frau Margaretha Hoffmann geb. Grohé. Er war Mitinhaber der Bauunternehmung Joseph Hoffmann & Söhne, Stadtrat und 1890/1891 Bürgermeister von Ludwigshafen am Rhein.